# Conseil économique, social et environnemental de Wallonie
Pour les articles homonymes, voir Conseil économique et social.

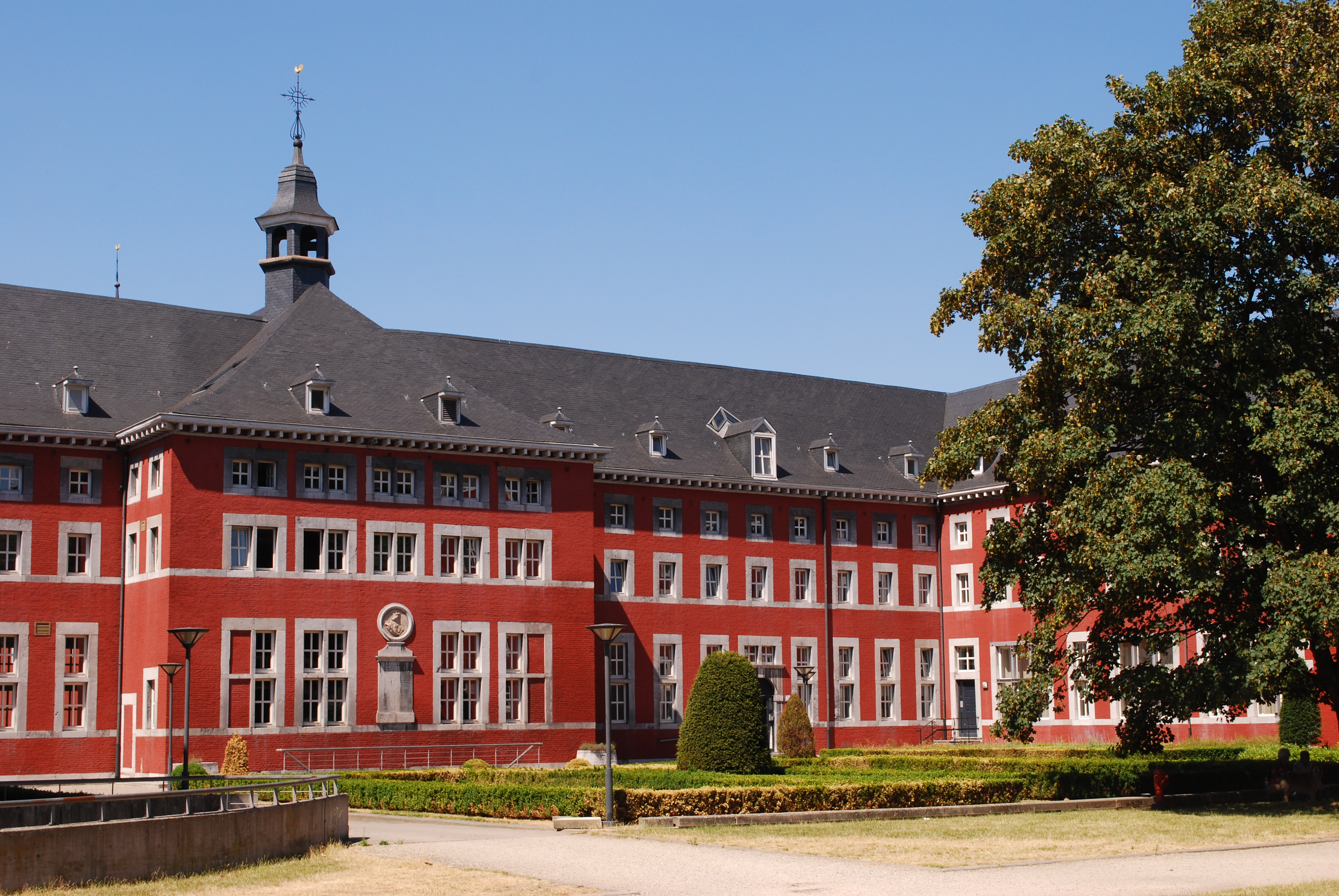
Cour arrière du Vertbois, ancien Hospice des Incurables et des filles repenties, aujourd'hui siège du CESE Wallonie

Le Conseil économique, social et environnemental de Wallonie (CESE Wallonie) est un outil d’aide à la décision publique. Il réunit les représentants des organisations patronales, syndicales et environnementales.

## Historique
Avant 1970, plusieurs personnalités politiques, syndicales, patronales ont mis sur pied une association de défense des intérêts wallons : le Conseil économique wallon. Cette asbl a fonctionné pendant 26 ans.
Début 1971, le Comité économique régional pour la Wallonie (CERW) est créé par une loi. Il rassemble des représentants politiques et les partenaires sociaux (patrons et syndicats), ce qui en fait un organisme tripartite. A l’époque, il n’y a pas encore de Gouvernement wallon. Le Comité économique régional wallon incarne alors la Wallonie vis-à-vis de l’état central. Partenaires sociaux et représentants politiques unissent leurs voix et leurs forces pour montrer que la Wallonie n’est pas seulement un concept, mais une réalité ! Des projets importants se négocient au CERW en matière d’infrastructures (autoroutes, chemins de fer…), d’emplois, de développement économique, de recherche…
Au début des années 80, les Gouvernements régionaux sont mis en place. Les représentants politiques quittent le Conseil économique régional pour la Wallonie. Il faut adapter la loi à cette nouvelle réalité : en 1983, le Gouvernement wallon adopte un décret qui instaure le Conseil économique et social pour la Région wallonne (CESRW).
Le Conseil économique et social de la Région wallonne est composé de représentants des organisations syndicales et patronales wallonnes. Ce sont les « partenaires » ou les « interlocuteurs » sociaux. Le CESRW devient le lieu de rencontre et de concertation sociale en Wallonie. Trois missions lui sont confiées : rendre des avis, organiser la concertation et assurer le Secrétariat de Conseils spécialisés.
Le décret du Gouvernement wallon du 27 octobre 2011 modifie divers décrets concernant les compétences de la Wallonie. Le premier article de ce décret prévoit un changement de dénomination du Conseil économique et social de la Région wallonne (CESRW), les mots « Région wallonne » étant remplacés par le mot « Wallonie ». Depuis la publication de ce décret au Moniteur belge, le changement de nom est effectif et le Conseil est désormais dénommé le « Conseil économique et social de Wallonie ».
Une réforme de la fonction consultative a été votée en 2017 et mise en place en 2018. L’objectif de cette réforme était d’assurer une plus grande cohérence et une meilleure efficacité de la fonction consultative. L’un des impacts est une réorganisation des structures: à côté des Commissions internes (regroupant alors les interlocuteurs sociaux), le Conseil assure le Secrétariat de 7 Pôles thématiques (qui réunissent les interlocuteurs sociaux et d’autres acteurs de la société civile), de Conseils consultatifs et de Commissions d’agrément spécialisées en matière d’emploi et de formation.
En octobre 2018, le Parlement de Wallonie a voté un décret modifiant la composition et la dénomination du Conseil économique et social de Wallonie (CESW) qui devient le Conseil économique, social et environnemental de Wallonie (en abrégé le CESE Wallonie).
Le CESE Wallonie accueille les représentants des associations environnementales qui se joignent aux organisations patronales et syndicales afin d’assurer l’exercice de la fonction consultative.
Au niveau des instances, l’Assemblée générale comptera, en plus des 50 membres qui la composent jusqu’à présent, 6 membres issus des associations environnementales : quatre membres proposés par Inter-Environnement Wallonie et deux membres proposés par le Réseau IDée.

## Missions
Les trois missions du CESE Wallonie sont, : 
1. Rendre des avis et recommandations sur toutes les matières régionales Les thématiques traitées au CESE Wallonie sont nombreuses : emploi, formation, économie, budget, santé, action sociale, égalité des chances, mobilité, environnement, aménagement du territoire, énergie, recherche, logement, ruralité, tourisme, commerce, patrimoine, ...
Plusieurs types d’avis émanent du CESE Wallonie :
- les avis du CESE Wallonie c’est-à-dire ceux adoptés par les organisations patronales, syndicales et environnementales;
- les avis des Pôles thématiques ;
- les avis des Conseils consultatifs ;
- les avis des Commissions d’agrément en matière d’économie sociale, d’emploi et de formation.

2. Organiser la concertation sociale entre le Gouvernement wallon et les interlocuteurs sociaux
Le CESE Wallonie est l’organisme régional de concertation sociale. Des réunions régulières sont organisées avec le Gouvernement wallon pour faire avancer ensemble une série de dossiers essentiels pour le développement économique et social de la Wallonie.
Les réunions avec les autres instances consultatives, régionales, belges ou étrangères font également partie de la concertation.
3. Assurer le Secrétariat de Pôles, de Conseils consultatifs et Commissions d’agrément spécialisés dans différents domaines
Le CESE Wallonie assure le Secrétariat de Pôles, de Conseils consultatifs et Commissions d’agrément, en fournissant à ces instances le personnel et les structures nécessaires pour leur fonctionnement.

## Siège
Le siège du CESW se situe à Liège, rue du Vertbois dans le bâtiment de l'ancien Hospice des Incurables et des filles repenties.